# San José en Via Trionfale (título cardenalicio)
San José en Via Trionfale es un título cardenalicio diaconal de la Iglesia Católica. Fue instituido por el papa Pablo VI en 1967 con la constitución apostólica Pulcherrima templa.

## Titulares
- Egidio Vagnozzi (29 de junio de 1967 - 5 de marzo de 1973); título presbiteral pro hac vice (5 de marzo de 1973 -26 de diciembre de 1980)
- Giuseppe Casoria (2 de febrero de 1983 - 5 de abril de 1993); título presbiteral pro hac vice (5 de abril de 1993 - 8 de febrero de 2001)
- Severino Poletto; título presbiteral pro hac vice (21 de febrero de 2001 - 17 de diciembre de 2022)
- Emil Paul Tscherrig (desde el 30 de septiembre de 2023)